# Марина Поповић
Марина Поповић (1969 — Београд, фебруар 2017) била је српска певачица и гласовна глумица.

## Биографија
Марина Поповић рођена је 1969. године. Каријеру је започела у групи "Њујорк" из Београда са којом је 1986. године снимила албум "Дивље дете", а после распада групе је постала тражен вокал по клубовима Београда и широм Србије, а снимала је и за ПГП РТС и Сити рекордс. Бавила се и синхронизацијом анимираних филмова на српски језик за студије Идеограм, Студио С и Хепи ТВ. Преминула је у фебруару 2017. године, у 48. години живота. Сахрањена је 2. марта 2017. године на Новом гробљу.

## Улоге у синхронизацијама
| Година | Назив                                   | Улога                                |
| ------ | --------------------------------------- | ------------------------------------ |
| 2006   | Принцеза на зрну грашка                 |                                      |
| 2012   | Барби: Принцеза и просјакиња (Идеограм) | Анелиза, Ерика (песме)               |
| 2012   | Барби - острвска принцеза (Идеограм)    | Ро/Розела (песме)                    |
| 2012   | Барби: Савршени Божић (Идеограм)        | Барби (само песма Ту ми жељу испуни) |
| 2012   | Барби и дијамантски дворац (Идеограм)   | Барби/Лијана, Тереза/Алекса (песме)  |
| 2014   | Винкс (сезона 6)                        | Уводна шпица                         |